# تاتيانا فون بروسين
تاتيانا فون بروسين (بالإنجليزية: Tatiana von Preussen)‏ وهي مهندسة معمارية عملت في بناء الخط العالي، وهو عبارة عن متنزه خطي مرتفع، ومسار أخضر للسكك الحديدية في نيويورك.
تخرجت في الهندسة المعمارية من جامعة كامبريدج و جامعة كولومبيا.
في عام 2009 ، فازت تاتيانا فون بروسن وكاترين بيز وجيسيكا رينولدز بجائزة «مهندسة المرأة الناشئة» في حفل جوائز النساء في العمارة في عام 2015.
في عام 2013 فازت بمشروع Otts Yard بتصميمها للمنازل المسقوفة باللون الأخضر وكذلك فازت بجائزة المعهد الملكي للمعماريين البريطانيين وتم ترشيحها لجائزة ستيفن لورانس.

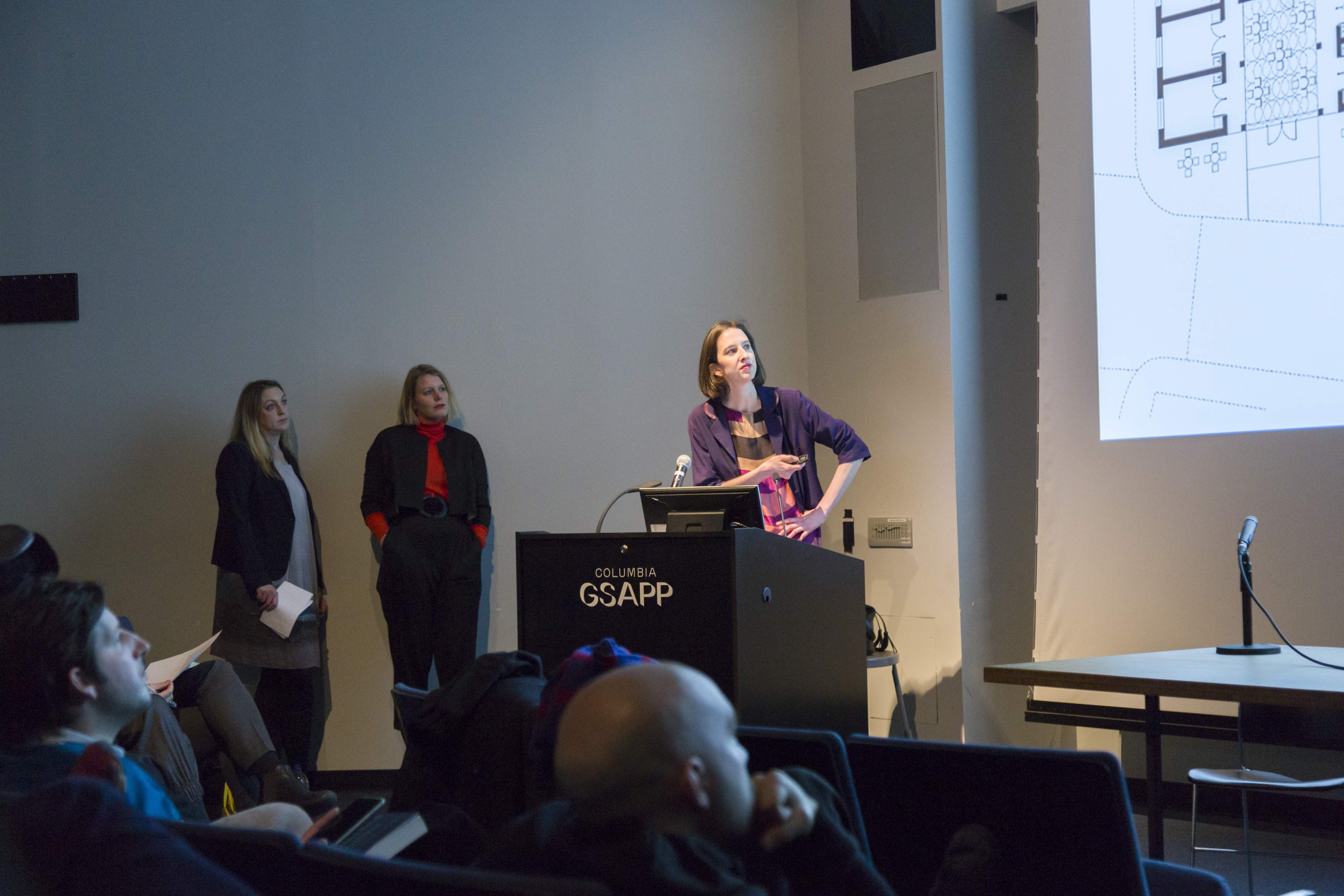
تاتيانا فون بروسن ، وكاثرين بيز ، وجيسيكا رينولدز في كولومبيا.

## حياتها الشخصية
تاتيانا فون بروسن هي ابنة الأمير وليام بروسيا وألكسندرا بلاهوفا، وحفيدة الأمير فريدريك من بروسيا والسيدة بريجيد غينيس.
تزوجت تاتيانا من الكاتب والصحفي فيليب ووماك وتعيش الآن في لندن.